# 아임 프롬 바르셀로나
아임 프롬 바르셀로나(I'm from Barcelona)는 스웨덴의 팝 음악 그룹이다.